# チャールズ・ダグラス (第3代クイーンズベリー公爵)

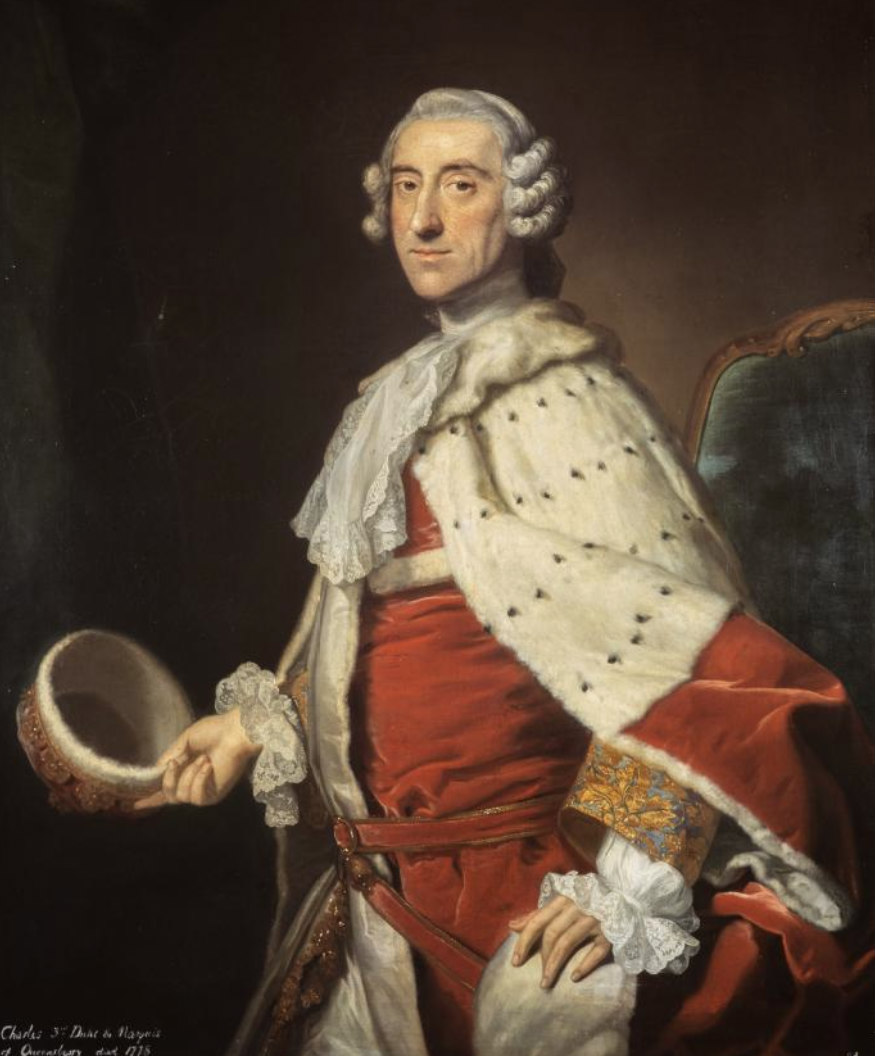
トマス・ハドソンによる肖像画、1750年以降。

第3代クイーンズベリー公爵および第2代ドーヴァー公爵チャールズ・ダグラス（英語: Charles Douglas, 3rd Duke of Queensberry, 2nd Duke of Dover PC FRS、1698年11月24日 – 1778年10月22日）は、スコットランド貴族、地主。スコットランド王璽尚書、スコットランド民事控訴院首席判事などを歴任した。

## 生涯
第2代クイーンズベリー公爵ジェームズ・ダグラスとメアリー・ボイル（第3代ダンガーヴァン子爵チャールズ・ボイルの娘）の三男として、1698年11月24日にエディンバラで生まれた。1706年6月17日、ソルウェイ伯爵、ティベリス子爵、ロッカービー＝ダルヴィーン＝ソーンヒルのダグラス卿に叙された。1711年7月に父が死去すると、兄ジェームズが精神疾患によりクイーンズベリー公爵の継承者から除外されクイーンズベリー侯爵しか継承できなかったため、チャールズ・ダグラスはクイーンズベリー公爵の爵位を継承した。その後、貴族院議員になろうとしたが、貴族院がクイーンズベリー公爵に議会招集令状を受ける権利がないとの裁定を下した。結局、クイーンズベリー公爵は1711年から1718年まで大陸ヨーロッパを旅行した。また1715年には兄ジェームズが死去したためクイーンズベリー侯爵を継承した。1714年10月8日にオックスフォード大学クライスト・チャーチに入学、1720年7月6日にDCLの学位を得た。
1721年にダンフリーズシャーとカークーブリーシャー知事を、1720年から1727年までジョージ1世の寝室侍従を、1722年から1729年まで=スコットランドのヴァイス・アドミラル務め、1722年11月8日に王立協会フェローに選出され、1726年に枢密顧問官に任命された。
1728年、クイーンズベリー公爵夫人の友人だったジョン・ゲイが『ポリー』の上演を拒否されたとき、クイーンズベリー公爵はゲイを支持したため、全ての役職を解任された。以降は王太子フレデリック・ルイスを支持するようになり、1733年から1751年にはフレデリック・ルイスの寝室侍従を務めた。1760年にフレデリック・ルイスの息子がジョージ3世として即位すると枢密顧問官に復帰、スコットランド王璽尚書（在任：1761年 – 1763年）、スコットランド民事控訴院首席判事（在任：1763年 – 1778年）を務めた。
1778年、ロンドンに向かう最中、馬車から降りるときに事故を起こし、そのときの怪我がもとで死去した。継承者となる存命中の子供がいなかったため、ドーヴァー公爵とソルウェイ伯爵の爵位は断絶、クイーンズベリー公爵は第3代マーチ伯爵ウィリアム・ダグラス（第2代クイーンズベリー公爵の弟の孫）が継承した。死後、ダリスディアで埋葬された。

## 家族
1720年3月10日、第4代クラレンドン伯爵ヘンリー・ハイドの娘キャサリン（1777年7月17日没）と結婚、2男をもうけた。
- ヘンリー（英語版）（1722年 – 1754年10月19日） - 軍人、1754年に事故死
- チャールズ（1726年7月17日 – 1756年10月24日） - 庶民院議員、生涯未婚[7]